# Bastuträsket (Lycksele socken, Lappland)
Bastuträsket är en sjö i Lycksele kommun i Lappland och ingår i Umeälvens huvudavrinningsområde. Sjön har en area på 0,618 kvadratkilometer och ligger 268 meter över havet. Sjön avvattnas av vattendraget Sikträskbäcken.

## Delavrinningsområde
Bastuträsket ingår i det delavrinningsområde (718503-163530) som SMHI kallar för Utloppet av Bastuträsket. Medelhöjden är 276 meter över havet och ytan är 2,84 kvadratkilometer. Räknas de 2 avrinningsområdena uppströms in blir den ackumulerade arean 29,45 kvadratkilometer. Sikträskbäcken som avvattnar avrinningsområdet har biflödesordning 3, vilket innebär att vattnet flödar genom totalt 3 vattendrag innan det når havet efter 174 kilometer. Avrinningsområdet består mestadels av skog (67 procent). Avrinningsområdet har 0,62 kvadratkilometer vattenytor vilket ger det en sjöprocent på 21,6 procent.